# Patricia Rommel
Patricia Rommel (* 10. Mai 1956 in Paris) ist eine französische Filmeditorin, die in Deutschland lebt und arbeitet.

## Leben und Werk
Seit 1982 arbeitet Patricia Rommel als Editorin im Filmgeschäft. Ihr erster Film war Der Fan. Sie arbeitet sowohl für das Kino wie auch das Fernsehen.
2005 wurde sie mit dem Deutschen Kamerapreis in der Kategorie Schnitt Spielfilm für Kammerflimmern ausgezeichnet sowie mit dem Preis der deutschen Filmkritik in der Kategorie Bester Schnitt. Für den gleichen Film erhielt sie den Schnitt-Preis beim Festival Filmplus. Ein Jahr später gewann sie erneut den Preis der deutschen Filmkritik in der Kategorie Bester Schnitt für Das Leben der Anderen. Hierfür wurde sie auch für den Deutschen Filmpreis nominiert. Eine weitere Nominierung für den Deutschen Filmpreis brachte ihr 2009 die Arbeit an Im Winter ein Jahr ein. Im Jahr 2016 gewann sie zusammen mit Adriana Martínez den mexikanischen Filmpreis Premio Ariel für ihre Montage von Gloria (Regie: Christian Keller).
2018 wurde Rommel in die Academy of Motion Picture Arts and Sciences berufen, die jährlich die Oscars vergibt. Sie ist auch Mitglied der Europäischen Filmakademie (EFA), der Deutschen Filmakademie und im Bundesverband Filmschnitt Editor e. V. (BFS).

## Filmografie (Auswahl)
- 1982: Der Fan
- 1983: Das Gold der Liebe
- 1984: Annas Mutter
- 1987: Der gläserne Himmel
- 1989: Verfolgte Wege
- 1989: Die weißen Zwerge (Fernsehfilm)
- 1991: Herz in der Hand
- 1992: Die ungewisse Lage des Paradieses
- 1996: Jenseits der Stille
- 1997: Das Leben ist eine Baustelle
- 1998: Feuerreiter
- 1999: Pünktchen und Anton
- 2000: Gripsholm
- 2001: Emil und die Detektive
- 2001: Nirgendwo in Afrika
- 2001: Gregors größte Erfindung
- 2004: Kammerflimmern
- 2004: Die Nacht singt ihre Lieder
- 2004: Blond: Eva Blond! – Der Zwerg im Schließfach
- 2006: Das Leben der Anderen
- 2006: Französisch für Anfänger (Échange)
- 2007: Mein alter Freund Fritz (Fernsehfilm)
- 2007: Frühstück mit einer Unbekannten
- 2008: Im Winter ein Jahr
- 2009: Ein russischer Sommer (The Last Station)
- 2010: The Tourist
- 2011: In the Land of Blood and Honey
- 2013: Exit Marrakech
- 2014: Mit den Augen eines Diebes (Les yeux d‘un voleur)
- 2014: Umrika
- 2014: Gloria
- 2015: By the Sea
- 2015: In der Falle (Fernsehfilm)
- 2017: Berlin Rebel High School (Dokumentarfilm)
- 2017: Der weite Weg der Hoffnung (First They Killed My Father: A Daughter of Cambodia Remembers)
- 2018: Werk ohne Autor
- 2019: Als Hitler das rosa Kaninchen stahl
- 2022: Nicht ganz koscher
- 2022: Wolke unterm Dach
- 2023: Adiós Buenos Aires
- 2023: Black Box
- 2024: Die geschützten Männer